# فرودگاه کیمری
فرودگاه کیمری یا بورکی (به روسی: Борки́) فرودگاهی عمومی واقع در ۸ کیلومتری جنوب کیمری در کشور روسیه است.